# Vapila
Vapila (macedónul: Вапила) település Észak-Macedóniában, a Délnyugati körzet Ohridi járásában.

## Népesség
| Lakosok száma | 268  | 303  | 314  | 285  | 249  | 161  | 124  | 112  | 72   |
|               | 1948 | 1953 | 1961 | 1971 | 1981 | 1991 | 1994 | 2002 | 2021 |

2002-ben 112 lakosa volt, akik mindannyian macedónok.